# Fluctus
Pour les articles homonymes, voir Fluctus (homonymie).
Fluctus (pluriel fluctus) est un mot d'origine latine désignant une vague, un flot, un écoulement. Il a d'abord été utilisé pour décrire des formations volcaniques du satellite jovien Io, comme Marduk Fluctus. On en connaît une cinquantaine sur Vénus mais seulement deux sur Mars (Galaxias Fluctus dans la région entourant Elysium Mons et Tantalus Fluctus).